# Material defectuoso
Material defectuoso es el décimo álbum de estudio de la banda de rock española Extremoduro. Editado por la multinacional discográfica Warner, fue lanzado al mercado el 24 de mayo de 2011. El disco debutó directamente en el número 1 de la lista de ventas española, y se mantuvo cuatro semanas consecutivas en lo más alto de la lista. El primer y único sencillo fue «Tango suicida», puesto a la venta el 17 de mayo de 2011.
El disco consta de 6 temas y aproximadamente 43 minutos de duración y su distribución se realizó en los formatos de CD, vinilo y álbum digital.

## Lista de canciones
| N.º | Título                            | Duración |  |
| 1.  | «Desarraigo»                      | 7:40     |  |
| 2.  | «Mi espíritu imperecedero»        | 5:43     |  |
| 3.  | «Otra inútil canción para la paz» | 6:12     |  |
| 4.  | «Si te vas...»                    | 8:37     |  |
| 5.  | «Tango suicida»                   | 8:10     |  |
| 6.  | «Calle esperanza s/n»             | 7:03     |  |

## Créditos
Extremoduro
- Roberto "Robe" Iniesta – Voz, guitarra y coros
- Iñaki "Uoho" Antón – Guitarras, piano, órgano, trombón, bajo y coros
- Miguel Colino – Bajo y voz en Tango Suicida
- José Ignacio Cantera – Batería y voz en Tango Suicida

Personal adicional
- María "Cebolleta" Martín – Coros
- Gino Pavone – Percusión
- Javier Mora – Clavinet, piano y órgano
- Mikel Piris – Saxos y flautas
- Ara Malikian – Violín
- Mario Pérez – Violín
- Humberto Armas – Viola
- Juan Pérez de Albéniz – Contrabajo

## Recepción
El álbum ha recibido generalmente críticas positivas. En algunos medios se exalta la capacidad de reinventarse de la banda, lo bien cuidadas que están la melodía, composición y letras, como lo hace Rolling Stone, mientras que otros medios han puesto de manifiesto la falta de dureza del mismo a pesar de las cualidades anteriormente mencionadas, como lo hace la crítica de lengua anglosajona de Allmusic.
Rolling Stone catalogó al álbum como el segundo mejor lanzamiento nacional de 2011. Hipersónica lo posicionó como el décimo mejor álbum nacional de 2011.
Por otro lado, el medio español RockTheBestMusic colocó el trabajo como el segundo mejor álbum de rock de 2011 a nivel global y también el tema «Otra inútil canción para la paz» como la cuarta mejor canción de rock del año a nivel global.
El álbum fue posicionado como el octavo mejor lanzamiento nacional del año así como el tema «Si te vas...» como la séptima mejor canción nacional de 2011 según Alta Fidelidad.